# 430 km di Città del Messico
La 430 km di Città del Messico è stata una corsa automobilistica di velocità in circuito, valida per il Campionato mondiale sportprototipi dal 1989 al 1991.

## Albo d'oro
| Anno | Nome                        | Piloti                           | Vettura  | Resoconto |
| ---- | --------------------------- | -------------------------------- | -------- | --------- |
| 1989 | 480 km del Messico          | Jean-Louis Schlesser Jochen Mass | Sauber   | Resoconto |
| 1990 | 480 km del Messico          | Jochen Mass Michael Schumacher   | Mercedes | Resoconto |
| 1991 | 430 km di Città del Messico | Keke Rosberg Yannick Dalmas      | Peugeot  | Resoconto |